# كلاه دراز سفلي (مقاطعة غيلانغرب)
كلاه‌دراز سفلي (بالفارسية: کلاه‌دراز سفلی) هي قرية تقع في كرمانشاه في إيران. يقدر عدد سكانها بـ 649 نسمة .